# 231-es busz (Budapest)
A budapesti 231-es jelzésű autóbusz az Örs vezér tere és Rákospalota, Kossuth utca között közlekedik. A viszonylatot az ArrivaBus Kft. és a Budapesti Közlekedési Zrt. üzemelteti.

## Története
2007 előtt még 177-es jelzéssel közlekedett. 2007. augusztus 21-i menetrendi változások kapcsán a jelzése 231-es lett.
2008. szeptember 6-ától a rákospalotai végállomása a Fő út helyett a Széchenyi tér.
2013. február 2-án a járaton bevezették az elsőajtós felszállási rendet.
2022. január 22-étől bizonyos munkanapi indulásai 231B jelzéssel az Észak-Pesti Kórház érintésével közlekednek.

## Útvonala
| Rákospalota, Kossuth utca felé |
| Örs vezér tere M+H vá. – Füredi utca – Vezér utca – Fogarasi út – Csömöri út – Pálya utca – Rákospalotai határút – Késmárk utca – Madách utca – Thököly út – Apolló utca – Szent Korona útja – Vasutastelep utca – Bánkút utca – Szentmihályi út – Vécsey Károly utca – Cserba Elemér út – Telek utca – Rákosmező utca – Régi Fóti út – Kossuth utca – Fő út – Rákospalota, Kossuth utca vá. |
| Örs vezér tere felé |
| Rákospalota, Kossuth utca vá. – Fő út – Széchenyi tér – Epres sor – Régi Fóti út – Szentmihályi út – Bánkút utca – Vasutastelep utca – Szent Korona útja – Apolló utca – Késmárk utca – Rákospalotai határút – Pálya utca – Csömöri út – Fogarasi út – Vezér utca – Füredi utca – Örs vezér tere M+H vá.                                                                                     |

## Megállóhelyei
Az átszállási kapcsolatok között az Észak-Pesti Kórház érintésével közlekedő 231B busz nincs feltüntetve.
| 0  | Örs vezér tere M+H végállomás                  | 29 | 10, 31, 32, 44, 45, 67, 85, 85E, 97E, 131, 144, 161, 161A, 161E, 168E, 169E, 174, 176E, 244, 276E, 277 80, 81, 82, 82A 3, 62, 62A 410, 419, 430, 440, 441, 484, 485, 486, 505, 508, 509, 510 1040, 1049, 1070, 1075, 1077, 1078 |
| 2  | Álmos vezér útja                               | 27 | 131, 144 81, 82, 82A |
| 3  | Vezér utca (↓) Füredi utca (↑)                 | 26 | 131, 144 81, 82, 82A 419 |
| 4  | Tihamér utca                                   | 25 | 131, 144 81, 82, 82A |
| 5  | Fogarasi út                                    | 24 | 31, 131, 144 80, 81, 82, 82A |
| 6  | Fischer István utca                            | 23 | 131, 144 80 |
| 9  | Pálya utca (↓) Csömöri út (↑)                  | 19 | 31, 92, 92A, 131, 144 |
| 10 | Baross utca                                    | 19 | 131 |
| ∫  | Pálya utca                                     | 18 | 131 |
| 11 | Rákospalotai határút (↓) Rigó utca (↑)         | 17 | 131 |
| 13 | Késmárk utca (↓) Késmárk utca 11. (↑)          | 16 | 277 |
| 13 | Késmárk utca 20. (↓) Késmárk utca 9. (↑)       | 15 | 277 |
| 14 | Fázis utca                                     | 14 | 277 |
| 15 | Nyírpalota út (↓) Késmárk utca (↑)             | 13 | 7, 8E, 108E, 277 |
| 16 | Thököly út                                     | 12 | 277 |
| 17 | Sztárai Mihály tér                             | 11 | 124 |
| ∫  | Őrjárat utca                                   | 10 | |
| 19 | Rákospalota, MÁV-telep                         | 9  | 62, 62A, 69 |
| 19 | Wesselényi utca                                | 9  | |
| 20 | Szerencs utca / Bánkút utca                    | 8  | 124 69 |
| 22 | Rákospalotai köztemető                         | 7  | 96, 130, 196, 196A |
| 23 | Aulich Lajos utca                              | 6  | |
| 25 | Bezerédj Pál utca                              | 5  | 96, 196, 196A, 225 |
| 26 | Cserba Elemér út                               | ∫  | |
| 28 | Telek utca                                     | ∫  | |
| 28 | Rákosmező utca 39.                             | ∫  | |
| 30 | Juhos utca                                     | ∫  | 5, 104, 104A, 204 308, 309, 310, 313, 314, 315, 316, 317, 318, 319, 320, 321 |
| 31 | Kossuth utca, lakótelep                        | ∫  | 5, 104, 104A, 204 308, 309, 310, 313, 314, 315, 316, 318, 319, 320, 321 |
| ∫  | Illyés Gyula utca                              | 4  | 5, 96, 124, 196, 196A, 225, 296, 296A |
| ∫  | Epres sor                                      | 2  | 5 |
| ∫  | Rákospalota, Széchenyi tér                     | 2  | 104, 104A, 125, 170, 204 308, 309, 310, 313, 314, 315, 316, 317, 318, 319, 320, 321 |
| ∫  | Széchenyi tér                                  | 1  | 104, 104A, 125, 170, 204 308, 309, 310, 313, 314, 315, 316, 317, 318, 319, 320, 321 |
| 32 | Rákospalota, Kossuth utca vonalközi végállomás | 0  | 5, 104, 104A, 125, 170, 204, 270 12 |